# Список призёров зимних Олимпийских игр 1964

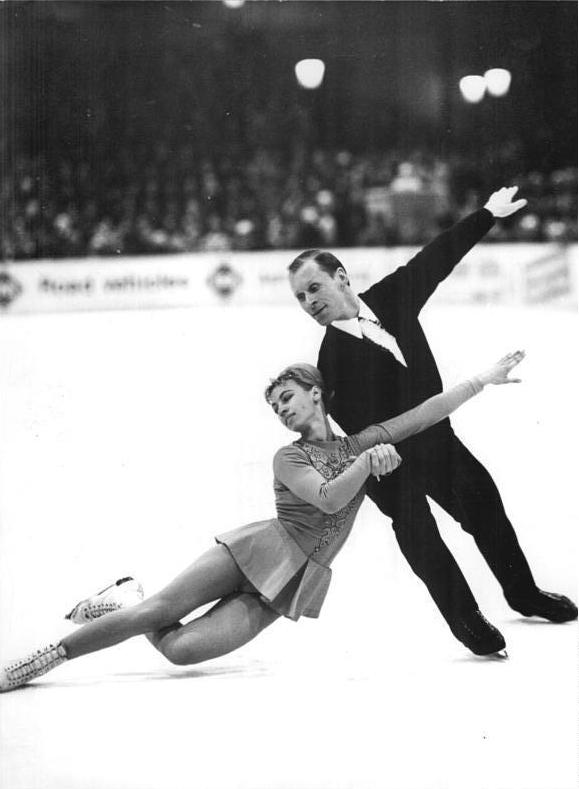
Олег Протопопов и Людмила Белоусова из Советского Союза завоевали в Инсбруке золотые медали в парном фигурном катании

Ниже представлен список всех призёров зимних Олимпийских игр 1964 года, проходивших в австрийском городе Инсбруке с 29 января по 9 февраля 1964 года. Всего в соревнованиях приняли участие 1095 спортсменов, представлявших 36 национальных олимпийских комитетов (НОК). Было разыграно 34 комплекта наград в 10 олимпийских видах спорта. 
Олимпийская программа была скорректирована по сравнению с зимними Олимпийскими играми 1960 года в Скво-Вэлли: в программу зимней Олимпиады вернулся бобслей, а также впервые проведены соревнования в санном спорте, который стал своеобразной заменой скелетона. В отличие от предыдущих Игр, в программу зимней Олимпиады 1964 года в качестве демонстрационного вида спорта был включен айсшток. Это был второй и последний случай, когда этот вид спорта (немецкий вариант кёрлинга) был представлен в качестве демонстрационного вида спорта на Зимних Олимпийских играх; его первое появление было на зимних Олимпийских играх 1936 года. В Играх 1964 года принимали участие как мужчины, так и женщины, причём было проведено двенадцать женских соревнований.
Советский Союз стал лидером по количеству медалей; его спортсмены завоевали в общей сложности 25 медалей, 11 из которых были золотыми. Норвегия в неофициальном медальном зачёте с 15 медалями заняла второе место, а страна-хозяйка Австрия — третье место с 12 медалями. Из 36 участвовавших в Играх НОКов 14 выиграли хотя бы одну медаль, при этом 11 из них завоевали хотя бы одно золото. Игры 1964 года были омрачены смертью двух спортсменов во время тренировки — британского саночника польского происхождения Казимежа Кай-Скжипецкого и австралийского горнолыжника Росса Милна.
Швеция, Норвегия, Финляндия и СССР повторили свое доминирование в лыжных гонках 1960 года, завоевав в 1964 году все возможные медали в этом виде спорта. Подобным образом, немецкие спортсмены добились больших успехов на соревнованиях в санном спорте, в котором Объединенная германская команда выиграла пять из возможных девяти медалей. Два участника, представлявшие Великобританию, заняли первое место в бобслее среди экипажей-двоек, принеся стране первую золотую медаль на зимних Олимпийских играх за 12 лет. Советская конькобежка Лидия Скобликова завоевала наибольшее количество медалей на Играх 1964 года, выиграв золото на всех четырёх женских дистанциях в конькобежном спорте. Это достижение сделало Скобликову первым спортсменом на зимних Олимпиадах, выигравшим четыре индивидуальные золотые медали на одних Играх.

## 

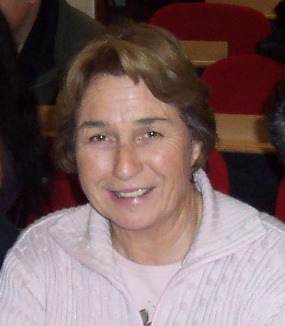
Француженка Мариэль Гуашель завоевала в Инсбруке 2 медали в горнолыжном спорте

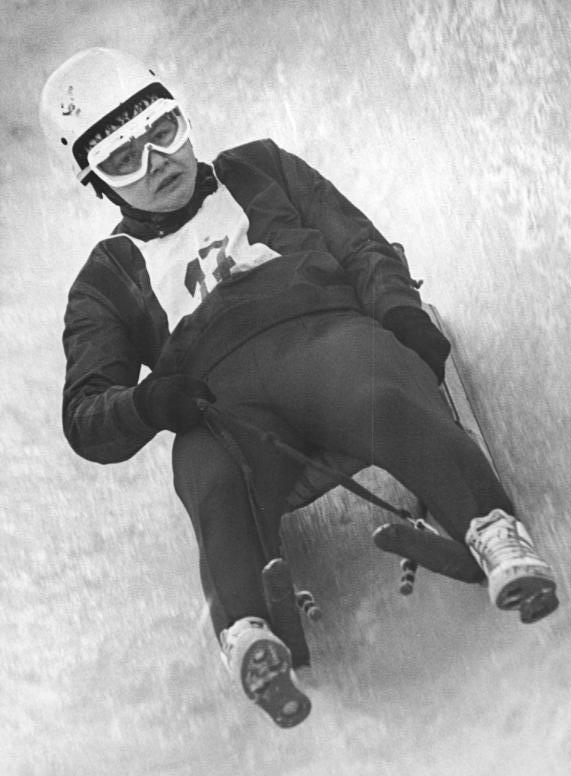
Восточногерманская золотая медалистка Ортрун Эндерлайн в 1964 году

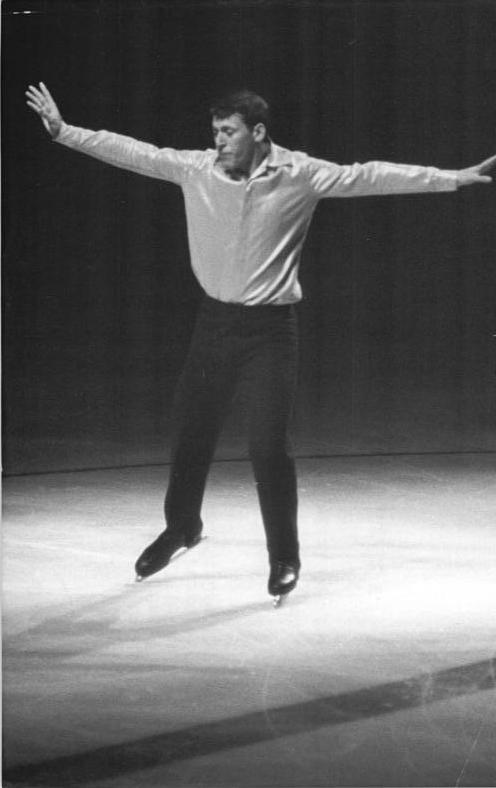
Французский фигурист Ален Кальма, серебряный медалист в мужском одиночном фигурном катании (на фото 1963 года)

## Биатлон
| Соревнование                 | Золото                  | Серебро                  | Бронза            |
| ---------------------------- | ----------------------- | ------------------------ | ----------------- |
| Мужская индивидуальная гонка | Владимир Меланьин (URS) | Александр Привалов (URS) | Олав Йордет (NOR) |

## Бобслей
| Дисциплина       | Золото                                                           | Серебро                                                                     | Бронза                                                                       |
| Мужчины-двойки   | Великобритания · Энтони Нэш · Робин Диксон                       | Италия · Серджо Дзардини · Романо Бонагура                                  | Италия · Эудженио Монти · Серджо Сьорпаэс                                    |
| Мужчины-четвёрки | Канада · Виктор Эмери · Питер Кёрби · Дуглас Энакин · Джон Эмери | Австрия · Эрвин Талер · Адольф Кокседер · Йозеф Найрц · Райнхольд Дурнталер | Италия · Эудженио Монти · Серджо Сьорпаэс · Бенито Ригони · Джильдо Сьорпаэс |

## Горнолыжный спорт

### Мужчины

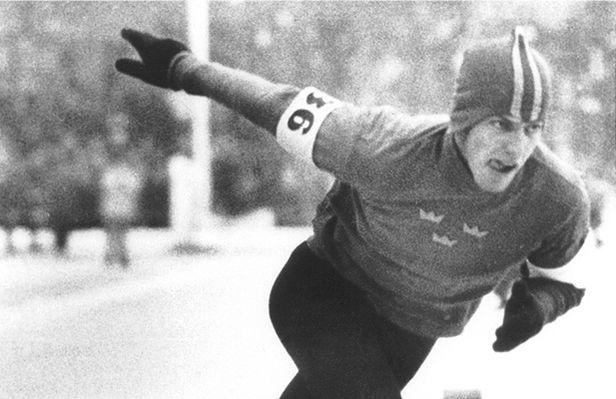
Йонни Нильссон, победитель на дистанции 10000 м

| Вид               | Золото                 | Серебро            | Бронза                                             |
| ----------------- | ---------------------- | ------------------ | -------------------------------------------------- |
| Скоростной спуск  | Эгон Циммерман Австрия | Лео Лакруа Франция | Вольфганг Бартельс Объединённая германская команда |
| Гигантский слалом | Франсуа Бонльё Франция | Карл Шанц Австрия  | Йозеф Штиглер Австрия                              |
| Слалом            | Йозеф Штиглер Австрия  | Билли Кидд США     | Джеймс Хьюга США                                   |

### Женщины
| Вид               | Золото                  | Серебро                                 | Бронза                |
| ----------------- | ----------------------- | --------------------------------------- | --------------------- |
| Скоростной спуск  | Кристль Хас Австрия     | Эдит Циммерман Австрия                  | Траудль Хехер Австрия |
| Гигантский слалом | Мариэль Гуашель Франция | Кристин Гуашель Франция Джин Соберт США | Не присуждалась       |
| Слалом            | Кристин Гуашель Франция | Мариэль Гуашель Франция                 | Джин Соберт США       |

## Конькобежный спорт

### Мужчины
| Дистанция    | Золото                   | Серебро                                                         | Бронза                    |
| ------------ | ------------------------ | --------------------------------------------------------------- | ------------------------- |
| 500 метров   | Ричард Макдермотт США    | Альв Гьестванг Норвегия Евгений Гришин СССР Владимир Орлов СССР | Не присуждалась           |
| 1500 метров  | Антс Антсон СССР         | Корнелиус Феркерк Нидерланды                                    | Вилли Хёуген Норвегия     |
| 5000 метров  | Кнут Йоханнесен Норвегия | Пер Ивар Моэ Норвегия                                           | Фред Антон Майер Норвегия |
| 10000 метров | Йонни Нильссон Швеция    | Фред Антон Майер Норвегия                                       | Кнут Йоханнесен Норвегия  |

### Женщины
| Дистанция   | Золото                | Серебро                                   | Бронза                  |
| ----------- | --------------------- | ----------------------------------------- | ----------------------- |
| 500 метров  | Лидия Скобликова СССР | Ирина Егорова СССР                        | Татьяна Сидорова СССР   |
| 1000 метров | Лидия Скобликова СССР | Ирина Егорова СССР                        | Кайя Мустонен Финляндия |
| 1500 метров | Лидия Скобликова СССР | Кайя Мустонен Финляндия                   | Берта Колокольцева СССР |
| 3000 метров | Лидия Скобликова СССР | Хан Пхиль Хва КНДР Валентина Стенина СССР | Не присуждалась         |

## Лыжное двоеборье
| Вид     | Золото                  | Серебро              | Бронза                                     |
| ------- | ----------------------- | -------------------- | ------------------------------------------ |
| Мужчины | Тормод Кнутсен Норвегия | Николай Киселёв СССР | Георг Тома Объединённая германская команда |

## Лыжные гонки

### Мужчины
| Дисциплина       | Золото                                                                      | Серебро                                                                     | Бронза                                                                   |
| 15 км            | Ээро Мянтюранта Финляндия                                                   | Харальд Грённинген Норвегия                                                 | Сикстен Йернберг Швеция                                                  |
| 30 км            | Ээро Мянтюранта Финляндия                                                   | Харальд Грённинген Норвегия                                                 | Игорь Ворончихин СССР                                                    |
| 50 км            | Сикстен Йернберг Швеция                                                     | Ассар Рённлунд Швеция                                                       | Арто Тиайнен Финляндия                                                   |
| Эстафета 4×10 км | Швеция · Карл-Оке Асп · Сикстен Йернберг · Янне Стефанссон · Ассар Рённлунд | Финляндия · Вяйнё Хухтала · Арто Тиайнен · Калеви Лаурила · Ээро Мянтюранта | СССР · Иван Утробин · Геннадий Ваганов · Игорь Ворончихин · Павел Колчин |

### Женщины
| Дисциплина      | Золото                                                       | Серебро                                                          | Бронза                                                   |
| 5 км            | Клавдия Боярских СССР                                        | Мирья Лехтонен Финляндия                                         | Алевтина Колчина СССР                                    |
| 10 км           | Клавдия Боярских СССР                                        | Евдокия Мекшило СССР                                             | Мария Гусакова СССР                                      |
| Эстафета 3×5 км | СССР · Алевтина Колчина · Евдокия Мекшило · Клавдия Боярских | Швеция · Барбро Мартинссон · Бритт Страндберг · Тойни Густафссон | Финляндия · Сенья Пусула · Тойни Пёусти · Мирья Лехтонен |

## Прыжки на лыжах с трамплина
| Вид                 | Золото                     | Серебро                    | Бронза                     |
| ------------------- | -------------------------- | -------------------------- | -------------------------- |
| Нормальный трамплин | Вейкко Канкконен Финляндия | Торальф Энган Норвегия     | Торгейр Брандтсег Норвегия |
| Большой трамплин    | Торальф Энган Норвегия     | Вейкко Канкконен Финляндия | Торгейр Брандтсег Норвегия |

## Санный спорт
| Дисциплина         | Золото                                           | Серебро                                       | Бронза                                         |
| ------------------ | ------------------------------------------------ | --------------------------------------------- | ---------------------------------------------- |
| Одиночки (мужчины) | Томас Кёлер Объединённая германская команда      | Клаус Бонзак Объединённая германская команда  | Ханс Пленк Объединённая германская команда     |
| Одиночки (женщины) | Ортрун Эндерлайн Объединённая германская команда | Ильзе Гайслер Объединённая германская команда | Хелена Турнер Австрия                          |
| Двойки             | Австрия · Йозеф Файстмантль · Манфред Штенгль    | Австрия · Райнхольд Зенн · Хельмут Талер      | Италия · Вальтер Аусендорфер · Зигисфредо Майр |

## Фигурное катание
| Дисциплина                | Золото                                              | Серебро                                                              | Бронза                               |
| Мужское одиночное катание | Манфред Шнельдорфер Объединённая германская команда | Ален Кальма Франция                                                  | Скотт Аллен США                      |
| Женское одиночное катание | Шаукье Дейкстра Нидерланды                          | Регина Хайтцер Австрия                                               | Петра Бурка Канада                   |
| Парное катание            | СССР · Людмила Белоусова · Олег Протопопов          | Объединённая германская команда · Марика Килиус · Ханс-Юрген Боймлер | США · Вивиан Джозеф · Рональд Джозеф |
| Парное катание            | СССР · Людмила Белоусова · Олег Протопопов          | Канада · Дебби Уилкс · Гай Ривелл                                    | США · Вивиан Джозеф · Рональд Джозеф |

## Хоккей
| Соревнование   | Золото | Серебро | Бронза |
| -------------- | --- | --- | --- |
| Мужской турнир | СССР: - Вениамин Александров - Александр Альметов - Леонид Волков - Виталий Давыдов - Борис Зайцев - Олег Зайцев - Эдуард Иванов - Виктор Коноваленко - Виктор Кузькин - Константин Локтев - Борис Майоров - Евгений Майоров - Станислав Петухов - Александр Рагулин - Вячеслав Старшинов - Анатолий Фирсов - Виктор Якушев | Швеция: - Андерс Андерссон - Герт Блуме - Ларс-Эрик Лундвалль - Эйлерт Мееття - Ханс Мильд - Нильс Нильссон - Берт-Ула Нурдландер - Рональд Петтерссон - Челль Свенссон - Ульф Стернер - Роланд Стольтц - Леннарт Хёггрут - Карл-Ёран Эберг - Уно Эрлунд - Леннарт Юханссон - Нильс Юханссон | Чехословакия: - Властимил Бубник - Ярослав Вальтер - Мирослав Влах - Иржи Голик - Йозеф Голонка - Франтишек Грегор - Владимир Дзурилла - Иржи Долана - Ярослав Иржик - Ян Клапач - Владимир Надрхал - Рудольф Поч - Станислав Прыл - Станислав Свентек - Франтишек Тикал - Йозеф Черны - Ладислав Шмид |

## Лидеры по медалям
В таблице представлены спортсмены, завоевавшие в Инсбруке не менее двух наград.
| Спортсмен          | Страна    | Дисциплина         | Золото | Серебро | Бронза | Всего |
| ------------------ | --------- | ------------------ | ------ | ------- | ------ | ----- |
| Лидия Скобликова   | СССР      | Конькобежный спорт | 4      | 0       | 0      | 4     |
| Клавдия Боярских   | СССР      | Лыжные гонки       | 3      | 0       | 0      | 3     |
| Ээро Мянтюранта    | Финляндия | Лыжные гонки       | 2      | 1       | 0      | 3     |
| Сикстен Ернберг    | Швеция    | Лыжные гонки       | 2      | 0       | 1      | 3     |
| Кристин Гуашель    | Франция   | Горнолыжный спорт  | 1      | 1       | 0      | 2     |
| Мариэль Гуашель    | Франция   | Горнолыжный спорт  | 1      | 1       | 0      | 2     |
| Евдокия Мекшило    | СССР      | Лыжные гонки       | 1      | 1       | 0      | 2     |
| Торальф Энган      | Норвегия  | Прыжки с трамплина | 1      | 1       | 0      | 2     |
| Вейкко Канкконен   | Финляндия | Прыжки с трамплина | 1      | 1       | 0      | 2     |
| Ассар Рённлунд     | Швеция    | Лыжные гонки       | 1      | 1       | 0      | 2     |
| Алевтина Колчина   | СССР      | Лыжные гонки       | 1      | 0       | 1      | 2     |
| Кнут Йоханнесен    | Норвегия  | Конькобежный спорт | 1      | 0       | 1      | 2     |
| Йозеф Штиглер      | Австрия   | Горнолыжный спорт  | 1      | 0       | 1      | 2     |
| Ирина Егорова      | СССР      | Конькобежный спорт | 0      | 2       | 0      | 2     |
| Харальд Грённинген | Норвегия  | Лыжные гонки       | 0      | 2       | 0      | 2     |
| Мирья Лехтонен     | Финляндия | Лыжные гонки       | 0      | 1       | 1      | 2     |
| Кайя Мустонен      | Финляндия | Конькобежный спорт | 0      | 1       | 1      | 2     |
| Джин Соберт        | США       | Горнолыжный спорт  | 0      | 1       | 1      | 2     |
| Фред Антон Майер   | Норвегия  | Конькобежный спорт | 0      | 1       | 1      | 2     |
| Арто Тиайнен       | Финляндия | Лыжные гонки       | 0      | 1       | 1      | 2     |
| Торгейр Брандтсег  | Норвегия  | Прыжки с трамплина | 0      | 0       | 2      | 2     |
| Эудженио Монти     | Италия    | Бобслей            | 0      | 0       | 2      | 2     |
| Серджо Сьорпаэс    | Италия    | Бобслей            | 0      | 0       | 2      | 2     |
| Игорь Ворончихин   | СССР      | Лыжные гонки       | 0      | 0       | 2      | 2     |